# Helvina
Helvina is een kevergeslacht uit de familie van de boktorren (Cerambycidae). De wetenschappelijke naam van het geslacht werd voor het eerst geldig gepubliceerd in 1864 door Thomson.

## Soorten
Helvina omvat de volgende soorten:
- Helvina howdenorum Hovore & Giesbert, 1998
- Helvina lanuginosa (Bates, 1865)
- Helvina strandi (Breuning, 1942)
- Helvina uncinata Thomson, 1864